# Браєн Джіонта
Браєн Джозеф Джіонта (англ. Brian Joseph Gionta; 18 січня 1979, Рочестер, США) — американський хокеїст, правий нападник.
Виступав за Бостонський коледж (NCAA), «Олбені Рівер-Ретс» (АХЛ), «Нью-Джерсі Девілс» та «Монреаль Канадієнс».
В чемпіонатах НХЛ — 647 матчів (217+202), у турнірах Кубка Стенлі — 93 матчі (31+29).
У складі національної збірної США учасник зимових Олімпійських ігор 2006 (6 матчів, 4+0); учасник чемпіонатів світу 2000 (23 матчі, 6+2), 2001 і 2005. У складі молодіжної збірної США учасник чемпіонатів світу 1998 і 1999.
Брати: Майкл Джіонта, Стівен Джіонта.
Досягнення
- Володар Кубка Стенлі (2003).